# Brigida Pico
Brigida Pico, född 17 oktober 1633, död 22 januari 1720, var en regent i det italienska hertigdömet Mirandola e Concordia som förmyndare för sin brorson Francesco Maria II Pico 1691-1706. Hon blev känd för sin despoti, och hertigdömet erövrades under hennes regim av Spanien.  